# آلدیمین
آلدیمین‌ها(به انگلیسی: Aldimine) دسته‌ای از ترکیبات آلی مشابه آلدهیدها هستند با این تفاوت که به جای اتم اکسیژن در یک آلدهید، یک اتم نیتروژن متصل به زنجیره جانبی متصل شده است. به این ترتیب فرمول عمومی این ترکیبات به صورت R–CH=N–R' بیان می‌شود.

آلدیمین اولیه
آلدیمین ثانویه
آلدهید